# Гревилл, Дэвид, 8-й граф Уорик
Дэвид Робин Фрэнсис Гай Гревилл, 8-й граф Уорик (англ. David Robin Francis Guy Greville, 8th Earl of Warwick; 15 мая 1934 — 20 января 1996) — британский пэр и землевладелец, последний частный владелец Уорикского замка из семьи Гревилл. Он носил титул учтивости — лорд Брук с 1934 по 1984 год.

## Происхождение и образование
Родился 15 мая 1934 года в замке Уорик. Единственный сын Чарльза Гревилла, 7-го графа Уорика (1911—1984), и его первой жены Роуз Бингем (1913—1972), дочери Дэвида Сесила Бингема и внучке генерала, сэра Сесила Бингема.
Лорд Брук получил образование в Саммерфилдсе в Сент-Леонардс-он-Си и Итонском колледже. Он служил в национальной службе в качестве второго лейтенанта лейб-гвардии после периода обучения в кадетской школе офицеров Монса, а затем поступил на неполный рабочий день в Уорикширский йоменский полк и прошел обучение на бухгалтера.

## Биография
В 1967 году 7-й граф Уорик передал Уорикский замок и другие поместья своему сыну и наследнику, который в 1978 году продал замок группе Тюссо за 1 300 000 фунтов стерлингов. Он находился в семье Гревиллей 374 года, и его продажа вызвала публичную конфронтацию между отцом и сыном.
Уорвик заявил, что поступил так, потому что считал, что лейбористское правительство конфискует замок. Чтобы избежать будущих смертных пошлин, он также продал семейную коллекцию произведений искусства, в том числе Уорикскую вазу. Он также продал несколько тонн семейных документов Совету графства Уорикшир и уехал из Великобритании, проживал на островах Теркс и Кайкос, в Нью-Йорке, Париже, Гштааде и в Испании.

## Личная жизнь
28 июня 1956 года Дэвид Гревилл, лорд Брук, женился на Саре Энн Честер Битти, дочери Альфреда Честера Битти, горнодобывающего магната, известного как «Король меди» . Они развелись в 1967 году, и во второй раз она вышла замуж за Гарри Томсона Джонса. У графа и графини Уорик было двое детей:
- Гай Дэвид Гревилл, 9-й граф Уорик (род. 30 июня 1957), преемник отца.
- Леди Шарлотта Энн Гревилл (род. 6 июня 1958), в 1979 году она вышла замуж за Эндрю Мэтью Роя Фрейзера (1952—1994), младшего сына Саймона Фрейзера, 15-го лорда Ловата, и родила двух дочерей.

В 1987 году дети лорда Уорвика разделили 22,5 миллиона фунтов стерлингов от продажи картины Винсента Ван Гога «Подсолнухи», ранее принадлежавшей его тестю Альфреду Честеру Битти.
Лорд Уорвик скончался от пневмонии в 1996 году в возрасте 61 года. Ему наследовал его единственный сын Гай Дэвид Гревилл.